# Clitorism
Clitorism är en långvarig och smärtsam erektion av klitoris som uppstår utan någon sexuell stimuli. Symptomen kan komma gradvis eller plötsligt och håller i sig vid en känsla av att nästan få orgasm. De behöver inte avta om personen som får dem masturberar eller har samlag så de får orgasm, tvärtom kan känslan ibland förvärras.
Clitorism är väldigt ovanligt och är oftast en biverkning till mediciner, exempelvis antidepressiva mediciner.
Dess manliga motsvarighet kallas priapism.